# Campeonato Sudamericano de Voleibol Femenino Sub-18 de 1992
El VIII Campeonato Sudamericano de Voleibol Femenino Sub-18 se celebró en la ciudad de La Serena, Chile en 1992. Los equipos nacionales compitieron por dos cupos para el Campeonato Mundial de Voleibol Femenino Sub-18 de 1993 realizado en Checoslovaquia.

## Equipos participantes
- Argentina
- Bolivia
- Brasil
- Chile
- Perú
- Venezuela

## Fase Única
| Pos | Equipo     | PJ | PG | PP | PTS |
| --- | ---------- | -- | -- | -- | --- |
| 1   | Brasil     | 5  | 5  | 0  | 10  |
| 2   | Argentina1 | 5  | 4  | 1  | 9   |
| 3   | Perú       | 5  | 3  | 2  | 8   |
| 4   | Venezuela  | 5  | 2  | 3  | 7   |
| 5   | Bolivia    | 5  | 1  | 4  | 6   |
| 6   | Chile      | 5  | 0  | 5  | 5   |

| – | Clasificado al Campeonato Mundial de Voleibol Femenino Sub-18 de 1993 |

- 1 Desistió de participar en el Mundial

## Posiciones Finales
| \| Pos \| Equipo \| \| --- \| --------- \| \| \| Brasil \| \| \| Argentina \| \| \| Perú \| \| 4 \| Venezuela \| \| 5 \| Bolivia \| \| 6 \| Chile \| | Campeón Brasil 6º Título |
| Pos | Equipo                   |
| | Brasil                   |
| | Argentina                |
| | Perú                     |
| 4 | Venezuela                |
| 5 | Bolivia                  |
| 6 | Chile                    |